# 1689 w literaturze
Wydarzenia literackie w 1689 roku.

## Nowe poezje
- polskie

## Urodzili się
- Mary Wortley Montagu, angielska poetka

## Zmarli
- Zbigniew Morsztyn, polski poeta